# 粗柄蹄盖蕨
粗柄蹄盖蕨（学名：Athyrium crassipes）为蹄盖蕨科蹄盖蕨属下的一个种。

## 扩展阅读
- 維基物種上的相關：粗柄蹄盖蕨